# 아프리카바위생쥐속
아프리카바위생쥐속 또는 페트로미스쿠스속(Petromyscus)은 붉은숲쥐과에 속하는 설치류 속 분류군이다. 아프리카바위생쥐아과(Petromyscinae)의 유일속으로 4종을 포함하고 있다. 아프리카 남서부에서 발견된다.

## 특징
꼬리 길이 80~103mm를 제외한 몸길이가 70~112mm인 작은 설치류다. 몸무게는 최대 20g이다. 작은 머리와 큰 귀를 갖고 있으며, 다리는 비교적 짧고 몸이 통통하다. 털은 길고 부드러우며 매끄럽다. 앞 다리는 4개의 발가락을 갖고 있다.

## 분포 및 서식지
큰 바위 덩어리가 있는 건조한 아프리카 남부 지역에 널리 분포한다.

## 하위 종
4종을 포함하고 있다.
- 몸길이보다 꼬리 길이가 짧은 종
  - 브룩카로스피그미바위쥐 (P. monticularis)
- 몸길이보다 꼬리 길이가 긴 종
  - 암컷이 서혜부 젖꼭지 2쌍을 가진 종
    - 바버바위쥐 (P. barbouri)
    - 쇼트리지바위쥐 (P. shortridgei)

  - 암컷이 서혜부 젖꼭지 2쌍과 겨드랑이 뒤쪽 젖꼭지 한 쌍을 가진 종
    - 피그미바위쥐 (P. collinus)